# Keep It Together
"Keep It Together" é uma canção da cantora estadunidense Madonna, contida em seu quarto álbum de estúdio Like a Prayer (1989). Foi lançado em 30 de janeiro de 1990 pela Sire Records como o sexto e último single do álbum nos Estados Unidos, Canadá e Japão. Escrita e produzida por Madonna e Stephen Bray, a principal inspiração por trás de "Keep It Together" foi o relacionamento de Madonna com sua família — de quem ela sentia muita falta após o divórcio do ator Sean Penn. A canção foi dedicada a banda americana de funk e soul Sly and the Family Stone. A letra lida com a compreensão de quão importante a família de Madonna tem sido para sua vida. Uma música pop e funk que consiste em um ritmo alegre e groove, "Keep It Together" apresenta instrumentação de percussão, banjo e conga.
No Reino Unido e em alguns outros países, "Dear Jessie" (1989) serviu como o single final do álbum e "Keep It Together" não foi lançado lá. Alguns críticos compararam "Keep It Together" ao trabalho da Sister Sledge, especialmente a música "We Are Family". A música foi um sucesso comercial, alcançando o pico número oito nas paradas da Billboard Hot 100 e do Canadá, enquanto liderava a tabela de dance nos Estados Unidos. Na Austrália, alcançou o topo das tabelas como um single duplo do lado A com "Vogue".
"Keep It Together" foi apresentado como a música de encerramento da Blond Ambition World Tour de 1990. As performances foram inspiradas no filme de ficção científica de 1971, A Clockwork Orange, e durante a introdução, Madonna cantou um verso de "Family Affair", de Sly and the Family Stone.

## Antecedentes e lançamento

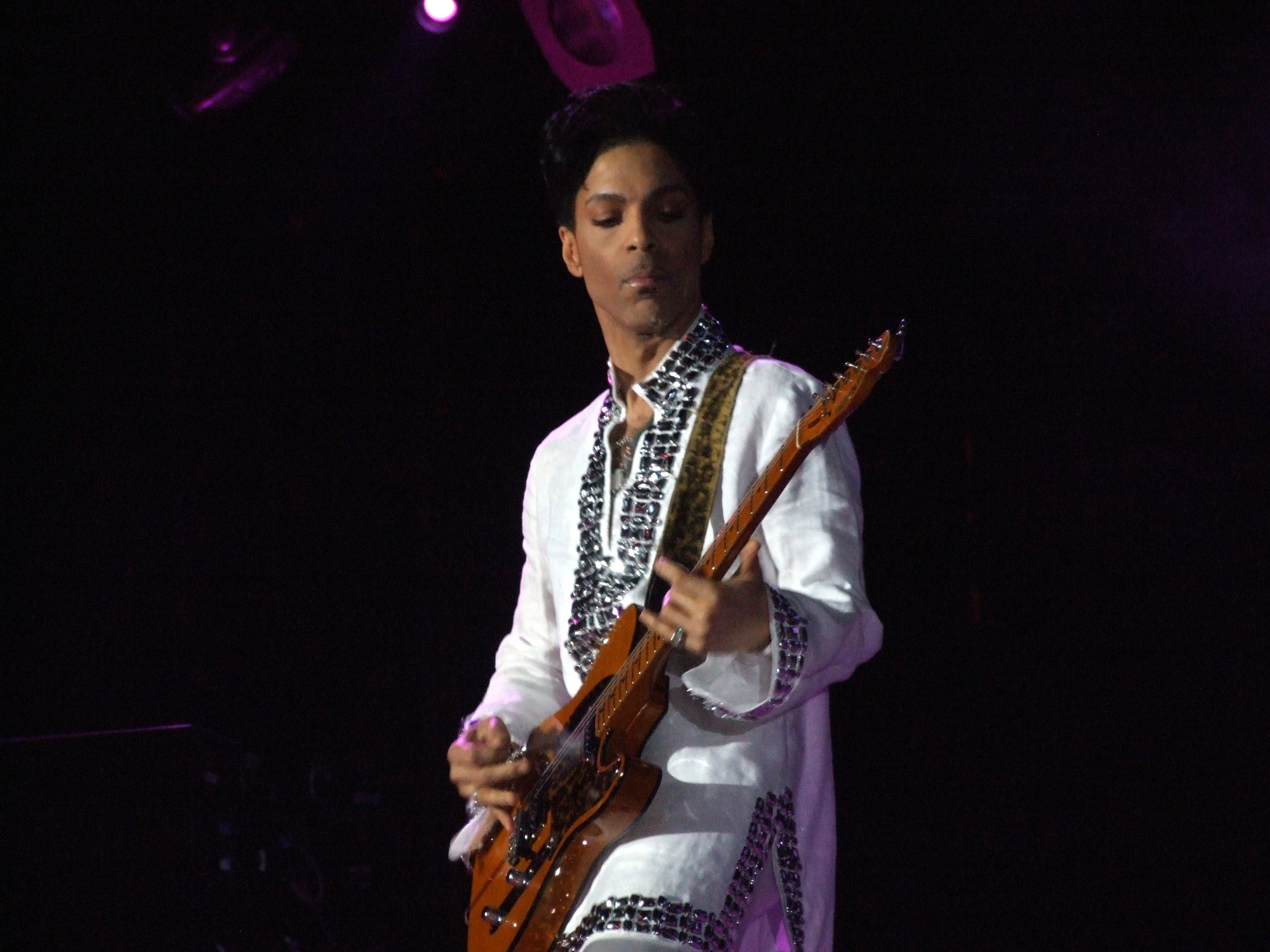
O músico Prince (foto) tocou guitarra em "Keep It Together", apesar de permanecer sem créditos.

Quando Madonna começou a trabalhar em seu quarto álbum de estúdio, Like a Prayer, ela já estava em um estado emocional de espírito, após o divórcio com o então marido Sean Penn, seu trigésimo aniversário e críticas desfavoráveis por seus esforços de atuação. Ela tinha certos assuntos pessoais em mente que achava que poderiam ser a direção musical do álbum. Mas ela entendeu que, à medida que crescia, sua audiência principal também crescia. Sentindo a necessidade de tentar algo diferente, Madonna queria que o som de seu novo álbum indicasse o que poderia ser popular na música. No entanto, sendo criada como católica, Madonna se sentiu culpada pelo fracasso de seu casamento. Ela disse: "Porque no catolicismo você é um pecador nato e é um pecador a vida toda. ... Eu não pude escapar do meu passado, nem relaxar". Entristecida com o que estava acontecendo com ela, Madonna sentia falta da família, do pai e dos irmãos. Ela confessou a Becky Johnston para a revista Interview:

Eu não me sentia perto de ninguém da minha família quando eu era criança. [...] eu não me sentia perto dos meus irmãos mais velhos, eles eram apenas irmãos mais velhos típicos que me torturavam o tempo todo. E não me senti perto de minhas irmãs. Havia muita competição em nossa família, [...] então trabalhei muito na escola. Eu era uma aluna direta, e todos me odiavam por isso, porque eu fazia isso mais pela posição que eu teria nos olhos de meu pai do que pelo que quer que eu aprendesse estudando. Então, quando fiquei um pouco mais velha - quando estava no ensino médio e comecei a dançar muito a sério —, diria que me aproximei dos meus irmãos. Meu irmão mais velho abriu meus olhos para muitas coisas [...].

A música foi lançada como o sexto e último single do álbum em 30 de janeiro de 1990, pela Sire Records. Na Austrália, foi lançado como o lado B de "Vogue", enquanto não foi lançado no Reino Unido, onde "Dear Jessie" serviu como o último single do álbum. "Keep It Together" foi um dos primeiros singles a serem lançados no formato Maxi single, acompanhado por uma variedade de remixes. O mix de rádio tirou a faixa de sua instrumentação e adicionou uma batida do R&B-House. Outros remixes não foram muito diferentes e incluíram percussão.

## Composição
"Keep It Together" é uma canção pop e funk com um ritmo alegre. Foi produzido por Madonna e Bray, e apresenta Paulinho da Costa na percussão, metais tocando David Boruff e Steven Madaio, Bill Bottrell como engenheiro de áudio e guitarras de Chester Kamen. Prince também tocou violão na música de acordo com Madonna, embora ele não tenha sido creditado.
Sal Cinquemani, da Slant Magazine, observou que a música é influenciada pela faixa de "Family Affair" (1971) de . Começa quando o som do tapa baixo toca junto com o baixo sintetizado sequenciado, enquanto Madonna canta as linhas de abertura: "Mantenha, mantenha-o unido, mantenha as pessoas unidas para todo o sempre". Quando o primeiro verso começa, uma guitarra entra em jogo com a voz de Madonna sendo acompanhada por percussão e banjo. Após o segundo refrão chega perto do fim, Madonna pronuncia a frase "Irmãos e irmãs, eles seguram a chave, Para seu coração e sua alma, Não esqueça que sua família é ouro", o som da percussão é diminuído e uma mistura do som de um baterista ao vivo e conga entram em cena. A música termina com o som do groove principal desaparecendo gradualmente.
De acordo com Rikky Rooksby, autor de The Complete Guide to the Music of Madonna, embora "Keep It Together" sonoramente homenageie Sly e a Family Stone, as letras falam sobre a percepção de quão importante a família de Madonna tem sido como uma forma de estabilidade em sua vida, especialmente na linha "Irmãos e irmãs, eles sempre estiveram lá por mim, temos uma conexão, o lar é onde o coração deve estar". As letras seguem o curso da ascensão de Madonna, de figurativamente ser um "irmão faminto" ("eu vou deixar este lugar, para que eu possa esquecer cada rosto faminto") e ser uma superestrela ("mas eu ainda entendo o blues, todo mundo é um estranho, a vida na cidade pode chegar até você").

## Análise da crítica
Mark C. Taylor, autor de Nots: Religion and Postmodernism, sentiu que "Keep It Together" era um "exemplo impressionante de sua repetida invocação dos valores familiares". Ele acreditava que o fascínio de Madonna pela família se refletia na música. Carol Benz, uma das autoras de The Madonna Connection, acreditava que a música foi bem-sucedida em afirmar a necessidade de laços familiares. J. Randy Taraborrelli, autor de Madonna: An Intimate Biography, descreveu a faixa como "uma brincadeira uptempo sobre as provações e tribulações, e as alegrias de ter uma família". Martha Bayles, autora de Hole In Our Soul, sentiu que "Keep It Together" falhou em se tornar um hino para o comprometimento emocional, devido à natureza funk da música. O escritor Christopher Anderson do Madonna, Unauthorized, proclamou a faixa como um digno single número um, e elogiou o tema da música de lealdade à família de um, apesar da turbulência e dissensões que ocorrem. Lucy O'Brien, autora de Madonna: Like an Icon, descreveu-a como uma "meditação otimista sobre o poder dos irmãos" e acreditava que o objetivo por trás da música era apresentar uma imagem caseira de irmãos e irmãs felizes e juntos, e A necessidade de Madonna de restaurar laços e relacionamentos que se tornaram difíceis ou distantes em sua vida na época. Hadley Freeman, do The Guardian, descreveu "Keep It Together" como "incrível, puramente por ser a opinião de Madonna sobre 'We Are Family' da Sister Sledge, um conceito que ninguém previa, e o fato de que mais tarde ela renegou vários membros de sua família, devemos dizer, um tom interessante de ironia"."
Edna Gunderson, do USA Today, escreveu que "Keep It Together" evocou um "ritmo de R&B" que foi bem-sucedido ao adicionar mais variações ao Like a Prayer. Por outro lado, Ian Blair, do Chicago Tribune, pensou que o ritmo diferente da música distraía o quociente emocional do álbum. Blair acrescentou que a música "atinge um ritmo que é uma das coisas mais engraçadas que Madonna já fez". Scott Benarde, do The Palm Beach Post, listou a música como um dos momentos de "chuva torrencial" do álbum. Escrevendo para o The Jerusalem Post, Andy Goldberg, do jornal, listou a música como um dos destaques do álbum e elogiou as letras voltadas para a família. Bruce Britt, do Boca Raton News, acreditava que "Keep It Together" era uma das músicas do álbum, que exemplificava a abordagem pessoal da composição de Madonna.
Joe Levy, da Spin, nomeou a música como a única "ótima" faixa de dance em Like a Prayer, e também observou que "Keep It Together" era uma música de "disco feminino" que teve influências de "We Are Family", de Sister Sledge, e da próprio Madonna em "Into the Groove". Stephen Holden, do The New York Times, acreditava que a música trouxe o estilo pop-funk e a felicidade hippie de Sly e the Family Stone. O jornalista JD Considine, ao revisar Like a Prayer para a Rolling Stone, sentiu que "Keep It Together" retratou "Considine estava preocupado com o fato de que, como a natureza confessional das músicas de Like a Prayer evocava emoções fortes do ouvinte, "Keep It Together" provavelmente pareceria quase trivial em comparação com eles. Stephen Thomas Erlewine, do AllMusic, acreditava que a música constituía um funk profundo. Jose F. Promis, do mesmo site, elogiou a mixagem da faixa, chamando-a de uma das "melhores e mais divertidas músicas de Madonna, e um excelente exemplo de dance / house / música de R&B do final dos anos 80 / início dos anos 90". Louis Virtel, do Backlot deu à música uma crítica positiva, chamando-a de "reunião de família", que é o "lado ensolarado do sombrio acerto de contas familiar de "Oh Father". Kenneth Partridge, da Billboard, descreveu a música como uma música de sintetizador-funk de ritmo intermediário, com um ritmo "tenso", no qual Madonna oferece um ramo de oliveira a seus estranhos pai e irmãos. Richard Labeau do Medium deu uma revisão negativa; "este quinto single de Like a Prayer empalidece em comparação com os quatro que o precederam e não envelheceram bem".

## Performance ao vivo

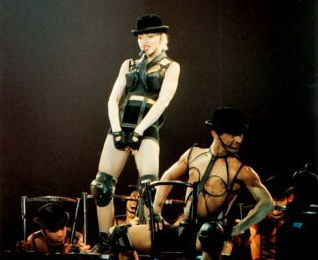
Madonna performando "Keep It Together" como a música final da Blond Ambition World Tour de 1990.

Madonna tocou a música apenas em sua Blond Ambition World Tour de 1990, onde foi a música de encerramento do set list. A encenação das performances foi inspirada no filme de ficção científica de 1971, A A Clockwork Orange. Os shows apresentavam um verso introdutório de " Family Affair ", de "Family Affair" de Sly e Family Stone. Madonna usava um conjunto todo preto envolvendo um colete de gaiola, o sutiã de palangre, shorts justos, joelheiras e um chapéu-coco. Seu traje foi um aceno para a atriz Liza Minnelli no filme Cabaret. A performance começou com seus dançarinos aparecendo no palco, com cadeiras nas costas. Madonna apareceu no meio deles e começou a fazer flexões no palco. Ela começou a cantar "Family Affair", depois no meio da música, mudou para "Keep It Together". Durante a música intermediária, Madonna e seus dançarinos fizeram uma intrincada coreografia com as cadeiras. No final, todos os músicos, dançarinos e colaboradores vieram se despedir de Madonna. A cantora foi deixada sozinha no palco para terminar uma linha da música.
Em uma entrevista com Stephen Holden, do The New York Times, Madonna explicou o significado da performance: "Finalmente, quando você acha que o show terminará feliz, eu saio com minha família para fazer uma performance "Bob Fosse/Clockwork Orange" de "Keep It Together". É a última declaração do concerto sobre a família, porque somos absolutamente brutais um com o outro, mas ao mesmo tempo não há dúvida de que nos amamos intensamente". A autora Lynne Layton elogiou a performance, dizendo que "como em sua dupla atitude em relação ao materialismo, feminilidade e tudo mais, o que marca a performance não é que Madonna esteja no controle, mas que ela é aberta sobre os prós e contras da vida familiar e obviamente ecoa a experiência de muitos". Seus pensamentos foram compartilhados por John LeLand, do Newsday, que elogiou a aeróbica realizada no palco por Madonna e seus dançarinos. Por outro lado, o autor Allen Metz comentou que, embora a apresentação tenha sido fortemente coreografada, a sensação geral foi prejudicada devido às "deficiências" da música. Greg Kot, do Chicago Tribune, achava que a adição de frases de "Family Affair" enfatizava o tema "lar é onde está o coração" de "Keep It Together". Louis Virtel, do The Backlot, elogiou a performance da música, afirmando que ela serviu como a "performance final perfeita". Duas performances diferentes foram gravadas e lançadas em vídeo: o Blond Ambition – Japan Tour 90, filmado em Yokohama, Japão, em 27 de abril de 1990, e o Blond Ambition World Tour Live, filmado em Nice, França, em 5 de agosto de 1990. Também foi exibido no especial da HBO, intitulado Madonna Live! – Blond Ambition World Tour, e foi adicionado em seu documentário de 1991, Truth or Dare.

## Faixas e formatos
| - Disco de vinil de 12" nos EUA 1. "Keep It Together" (12" Remix) – 7:50 2. "Keep It Together" (Versão dub) – 7:00 3. "Keep It Together" (12" Extended Mix) – 7:20 4. "Keep It Together" (12" Mix) – 6:50 5. "Keep It Together" (Bonus Beats) – 3:27 6. "Keep It Together" (Instrumental) – 5:52 - Disco compacto 5" 1. "Keep It Together" (Single Remix) – 4:32 2. "Keep It Together" (12" Remix) – 7:50 3. "Keep It Together" (12" Mix) – 6:50 4. "Keep It Together" (12" Extended Mix) – 7:20 5. "Keep It Together" (Instrumental) – 5:52 | - Cassete single e single de 7" americano 1. "Keep It Together" (Single Remix) – 4:32 2. "Keep It Together" (Instrumental) – 5:52 - Single canadense de 7" 1. "Keep It Together" (Single Remix) – 4:31 2. "Keep It Together" (Instrumental) – 6:00 - Maxi CD single/cassette japonês 1. "Cherish" (Versão Padrão) – 6:21 2. "Keep It Together" (12" Remix) – 7:50 3. "Keep It Together" (Versão Dub) – 7:00 4. "Keep It Together" (12" Extended Mix) – 7:20 5. "Keep It Together" (12" Mix) – 6:50 6. "Keep It Together" (Bonus Beats) – 3:27 7. "Keep It Together" (Instrumental) – 5:52 |

## Créditos e equipe
- Madonna – compositora, produtora, vocal
- Stephen Bray – compositor, produtor
- Paulinho da Costa – percussão
- David Boruff – metais, cordas
- Steven Madaio – bronze
- Bill Bottrell –  engenheiro de áudio, mixagem
- Chester Kamen – guitarras

Créditos e pessoal adaptados das notas do álbum Like a Prayer.

## Desempenho comercial
Nos Estados Unidos, "Keep It Together" estreou no Billboard Hot 100 no número 56, na edição de 3 de fevereiro de 1990. Na semana seguinte, "Keep It Together" saltou para o número 41, tornando-se um dos maiores músicas ganhadoras. Ele chegou ao número oito no Hot 100, na edição de 31 de março de 1990. Durante as próximas semanas, a música caiu rapidamente do seu auge, quando o próximo single de Madonna, "Vogue", começou a ser tocado em rádio em massa. Sua aparição final no Hot 100 estava no número 83 da edição de 28 de abril de 1990. "Keep It Together" liderou a tabela de Hot Dance Music/Club Play, e atingiu o número 66 na de Hot R&B/Hip-Hop Songs. Três meses desde o seu lançamento, foi certificado em ouro pela Recording Industry Association of America pelas mais de 500,000 cópias do single. No Canadá, a música estreou no número 85 na RPM  em 10 de fevereiro de 1990, e após oito semanas, atingiu o número oito. "Keep It Together" esteve presente no gráfico por 15 semanas e foi colocado no número 86 no tabela de final de ano da RPM para 1990.
Na Austrália, "Keep It Together" figurou no ARIA junto com "Vogue". Ele estreou na tabela no número 19 e chegou ao topo na semana seguinte, permanecendo lá por cinco semanas consecutivas. A música esteve presente por um total de 35 semanas na tabela e alcançou o número três na parada australiana de final de ano em 1990. Foi certificada em dupla platina pela Australian Recording Industry Association (ARIA) pela comercialização de 140,000 cópias do single. Após seu lançamento no Japão, "Keep It Together" apareceu por duas semanas no Oricon e alcançou o número cinco. O single não foi lançado no Reino Unido, onde "Dear Jessie" foi o single final de Like a Prayer.

### Tabelas semanais
| Tabela musical (1989)                 | Melhor posição |
| ------------------------------------- | -------------- |
| Austrália (ARIA Charts) com Vogue     | 5              |
| Canadá (RPM)                          | 8              |
| Estados Unidos (Billboard 100)        | 8              |
| Estados Unidos (Hot Dance Club Songs) | 1              |
| Estados Unidos (R&B/Hip-Hop Songs)    | 66             |

| Tabela musical (1990)                      | Posição |
| ------------------------------------------ | ------- |
| Austrália (ARIA Charts)                    | 3       |
| Canadá (RPM)                               | 85      |
| Estados Unidos (Hot Dance Music/Club Play) | 28      |

| Região                                         | Certificação | Vendas   |
| ---------------------------------------------- | ------------ | -------- |
| Estados Unidos (RIAA)                          | Platina      | 500,000^ |
| ^distribuições baseadas apenas na certificação |              |          |